# Ашугян, Георгий Александрович
Георгий Александрович Ашугя́н (5 [18] января 1911, Тифлис — 21 марта 2006, Ереван) — советский армянский актёр. народный артист Армянской ССР (1967).

## Биография

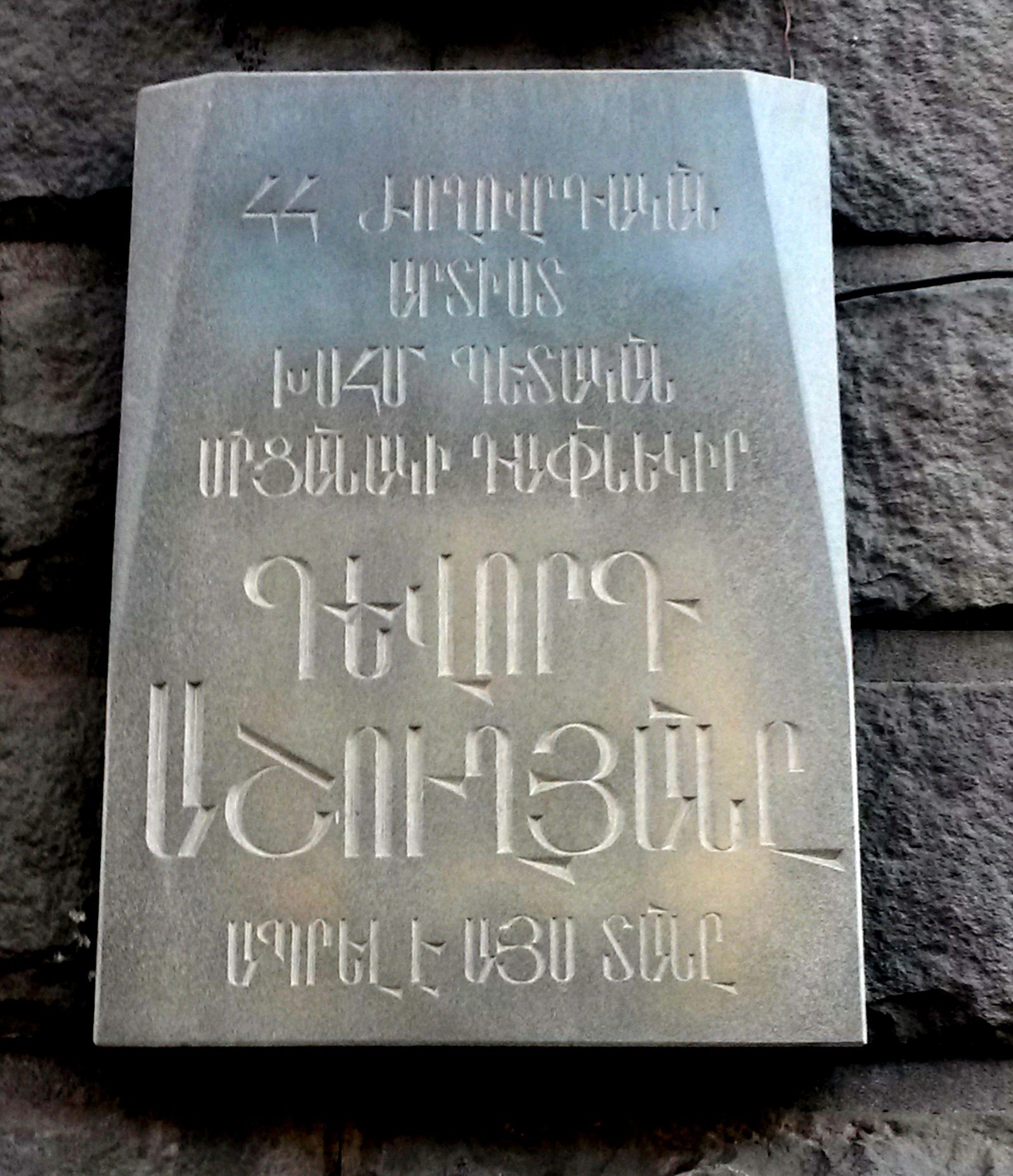
Мемориальная доска Геворгу Ашугяну в Ереване

Родился 5 (18 января) 1911 года в Тифлисе (ныне Тбилиси, Грузия).
В 1927—1929 годах учился в армянской театральной студии в Тифлисе, с 1935 года работал Армянском театре драмы имени Адамяна. С 1937 года учился в драматической студии в области культуры (Москва). Вернувшисть, работал в АрмАДТ имени Г. М. Сундукяна.
Умер 21 марта 2006 года в Ереване.

## Фильмография
- 1939 — Горный поток — Армо
- 1954 — Тайна горного озера — Баграт Степанович
- 1959 — Чужой след
- 1960 — Северная радуга — Омар-ага
- 1964 — Губная помада № 4 — эпизод
- 1974 — Односельчане — эпизод
- 1984 — Король Джон (фильм-спектакль) — лорд

## Награды и премии
- народный артист Армянской ССР (1967)
- Сталинская премия третьей степени (1952) — за исполнение роли Галумяна в спектакле М. Ф. Овчинникова на сцене АрмАДТ имени Г. М. Сундукяна
- медаль «За трудовое отличие» (27.06.1956)
- медаль Мовсеса Хоренаци (31.03.2001) — за значительные заслуги в области национальной культуры[2]